# Anomopus telphusae
Anomopus telphusae är en hjuldjursart som beskrevs av Piovanelli 1903. Anomopus telphusae ingår i släktet Anomopus och familjen Philodinidae. Inga underarter finns listade i Catalogue of Life.